# Viviparitate
Viviparitatea (din latina vivus = viu; parere = a produce) este o formă de reproducere la animale care nasc pui vii, complet formați, iar embrionul se dezvoltă în interiorul corpului matern obținând hrana direct de la mamă, fie prin placentă, fie prin alt mod. Viviparitatea se întâlnește la unii viermi, moluște, insecte și alte artropode, la anumiți pești, amfibieni și reptile și la majoritatea mamiferelor. Puii pot trăi independent de mamă sau îngrijiți, de aceasta un anumit timp (la om, câțiva ani). 
La plante viviparitatea este o formă de reproducere asexuată la unele plante la care muguri florali se transformă chiar în timpul înfloritului într-un germene numit bulbil, exemplu la firuța bulboasă (Poa bulbosa var. vivipara) sau tuberul, exemplu la iarba șopârlelor (Polygonum viviparum), usturoi (Allium sativum), din care se formează plantule (chiar în inflorescențe), înainte de a se desprinde de pe planta mamă. La ciupercile vivipare conidiile germinează înainte de a se desprinde de pe conidiofori.